# Markuskapelle (Altenberg)

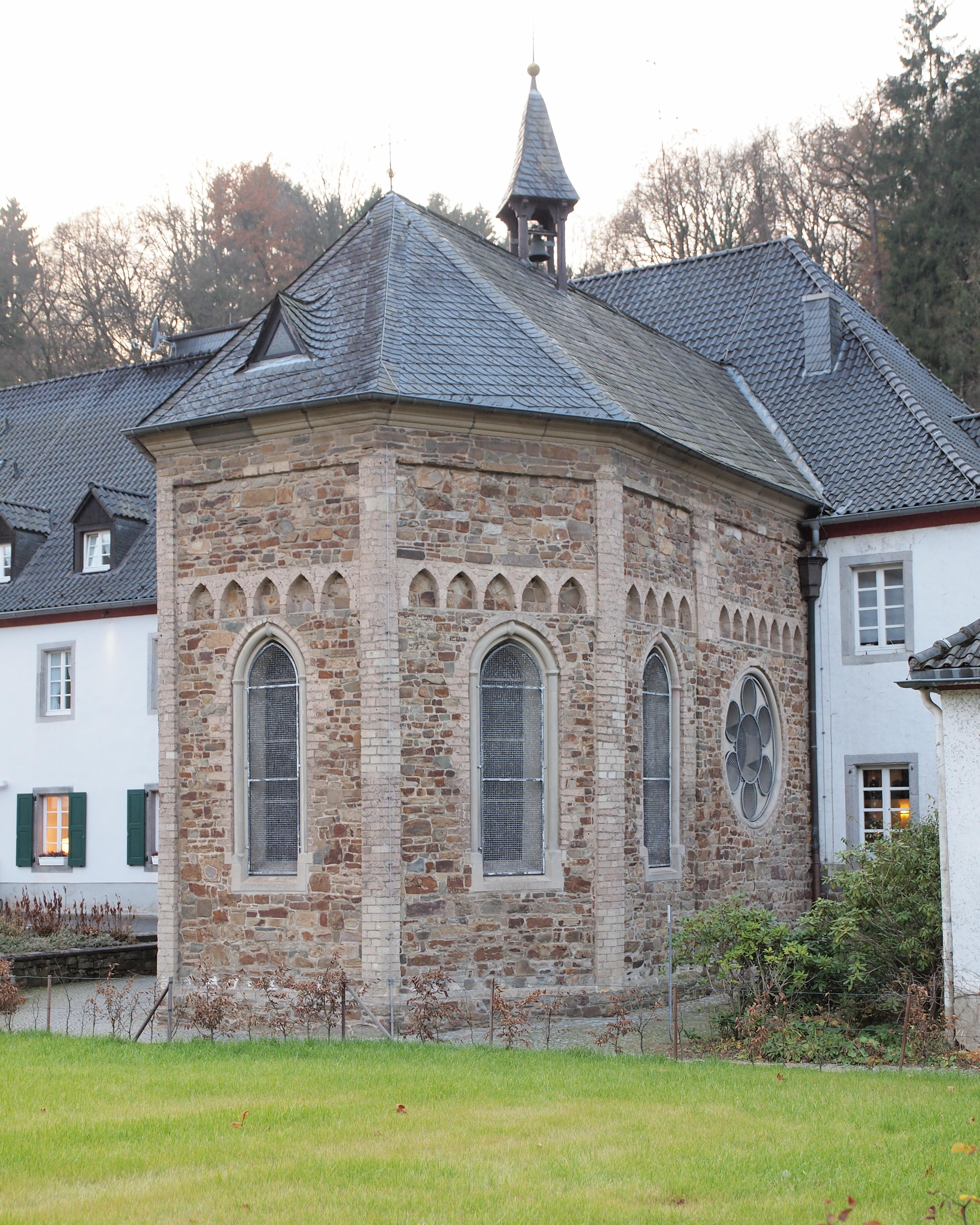
Die Markuskapelle 2012

Die Markuskapelle Altenberg ist eine Kapelle in Altenberg, einem Ortsteil der Gemeinde Odenthal im Rheinisch-Bergischen Kreis (Nordrhein-Westfalen), die ursprünglich zur Abtei Altenberg gehörte und 1225 erbaut wurde. Die Markuskapelle wird gerne Beispiel für die Baukunst des rheinischen Übergangsstils bezeichnet, obwohl sie keine wirklich romanischen Formen aufweist.

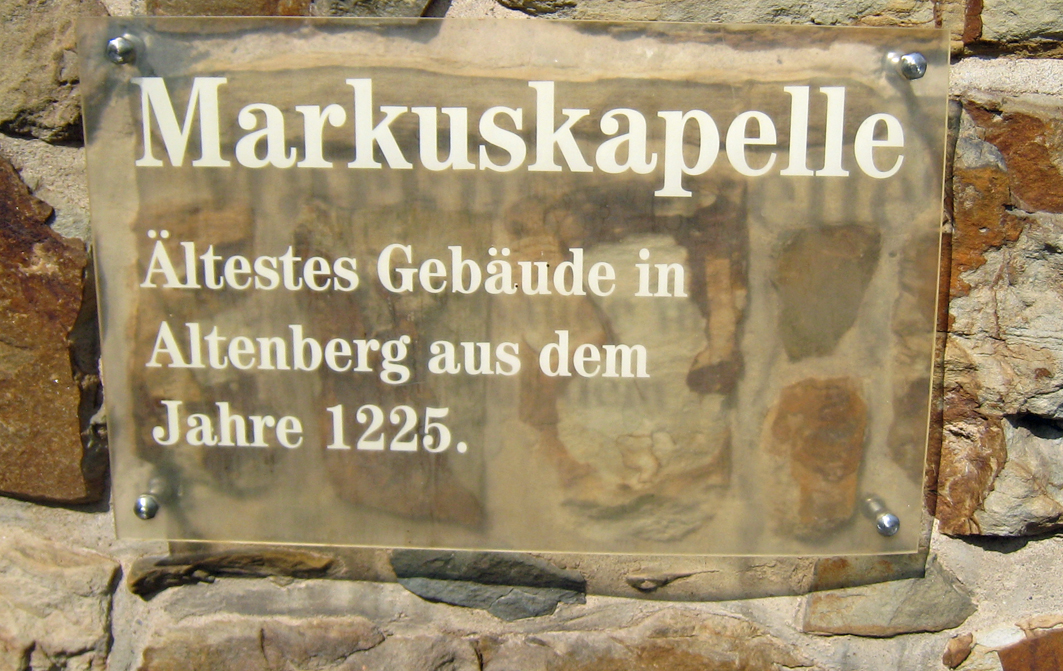
Schild am Eingang zur Markuskapelle

## Geschichte
Die Markuskapelle liegt zwischen dem Altenberger Dom und dem Küchenhof innerhalb der Immunität des ehemaligen Klosters. Von den ehemaligen Kapellen, die in den Quellen zur Geschichte des Klosters überliefert werden, ist sie die einzige, die erhalten geblieben ist. Der Bau wurde 1225 auf älteren Fundamenten errichtet, die man 1895 bei Grabungen fand. Ebenso fand man im Innern drei Bestattungen: Einen Sarkophag aus Buntsandstein und zwei aus Tuffsteinmauerwerk. Um 1752 ist ein Drempelgeschoss aufgestockt worden, dies ergab eine einheitliche Trauflinie mit dem westlich anstoßenden Wirtschaftstrakt, in dem heute das Restaurant Altenberger Hof untergebracht ist.
Nach der Auflösung des Klosters im Jahr 1803 verwahrloste die Kapelle gänzlich. Sie diente u. a. als Schmiede und war zuletzt als Geräteschuppen in Gebrauch. Der Rheinische Provinziallandtag gewährte 1897 einen Zuschuss von 6000 Mark für die Wiederherstellung des Bauwerks. Unter der Leitung des königlichen Baurates Friedrich Carl Heimann wurde die Kapelle in den Jahren 1899 und 1900 komplett restauriert. Die Gesamtkosten für die Arbeiten betrugen 9000 Mark.

## Architektur

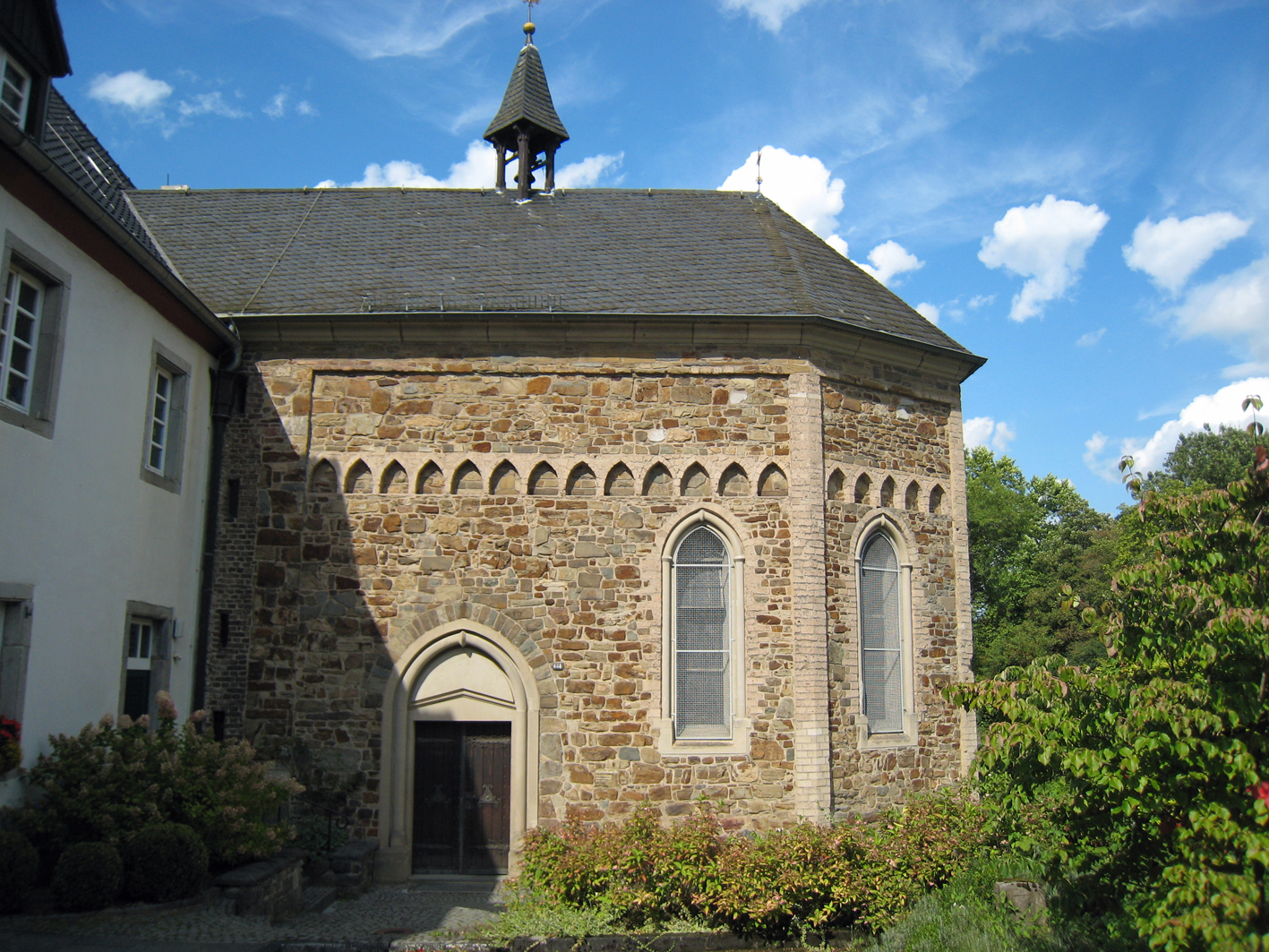
Markuskapelle Südseite
mit Eingang

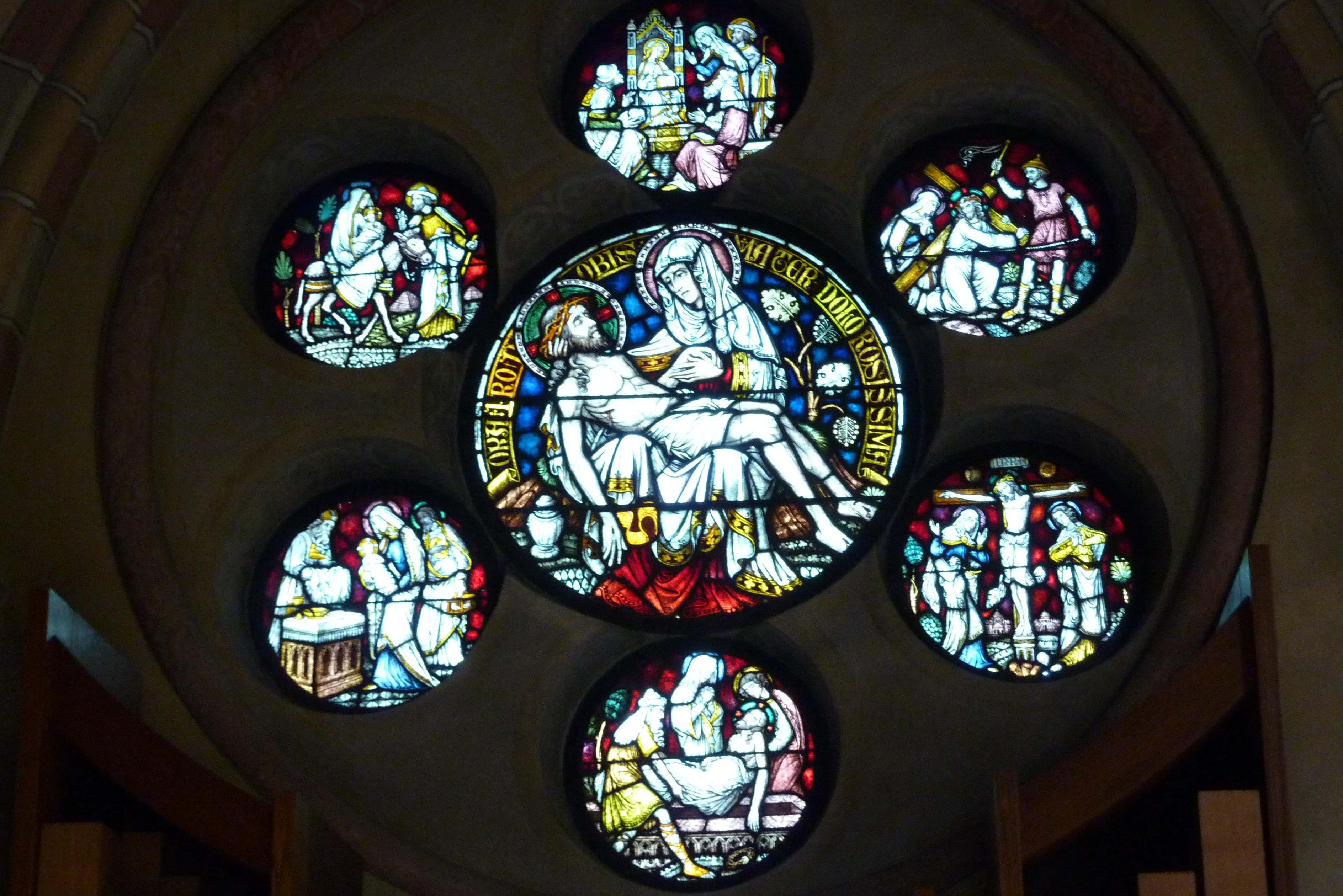
Sechspass-Fenster mit der Darstellung der Sieben Schmerzen Mariens

Man betritt die einschiffige Kapelle durch das Portal an der Südseite. Der aus Grauwackebruchstein errichtete Bau besitzt an der Nordseite ein Sechspass-Fenster, und die fünf Seiten des östlichen Polygons haben je ein Spitzbogenfenster.  Reste der aus dem zweiten Viertel des 13. Jahrhunderts datierten Ausmalung blieben erhalten und wurden um 1900 von dem Restaurator Anton Bardenhewer rekonstruiert. Das Bogenfeld an der Westwand zeigt ein frühgotisches Wandgemälde mit der Darstellung der Krönung Mariens. Bei der Instandsetzung des Gebäudes um 1900 wurden das Kranzgesims mit Dach, das Südportal und der umlaufende Spitzbogenfries erneuert. Vor der inneren Ostwand befindet sich an der Stelle eines alten Sepulchrums ein neuer Tabernakel.

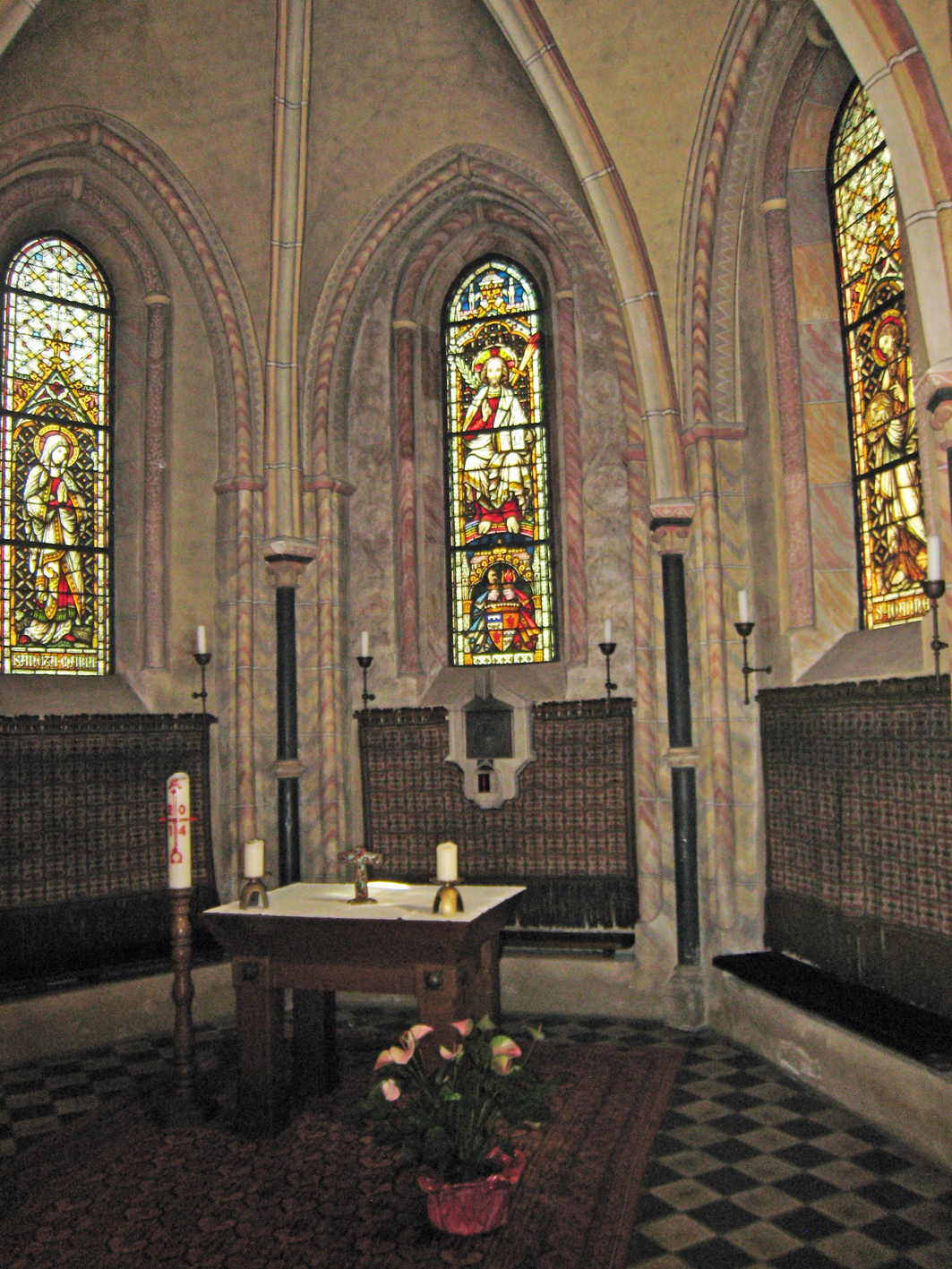
Altarraum der Markuskapelle
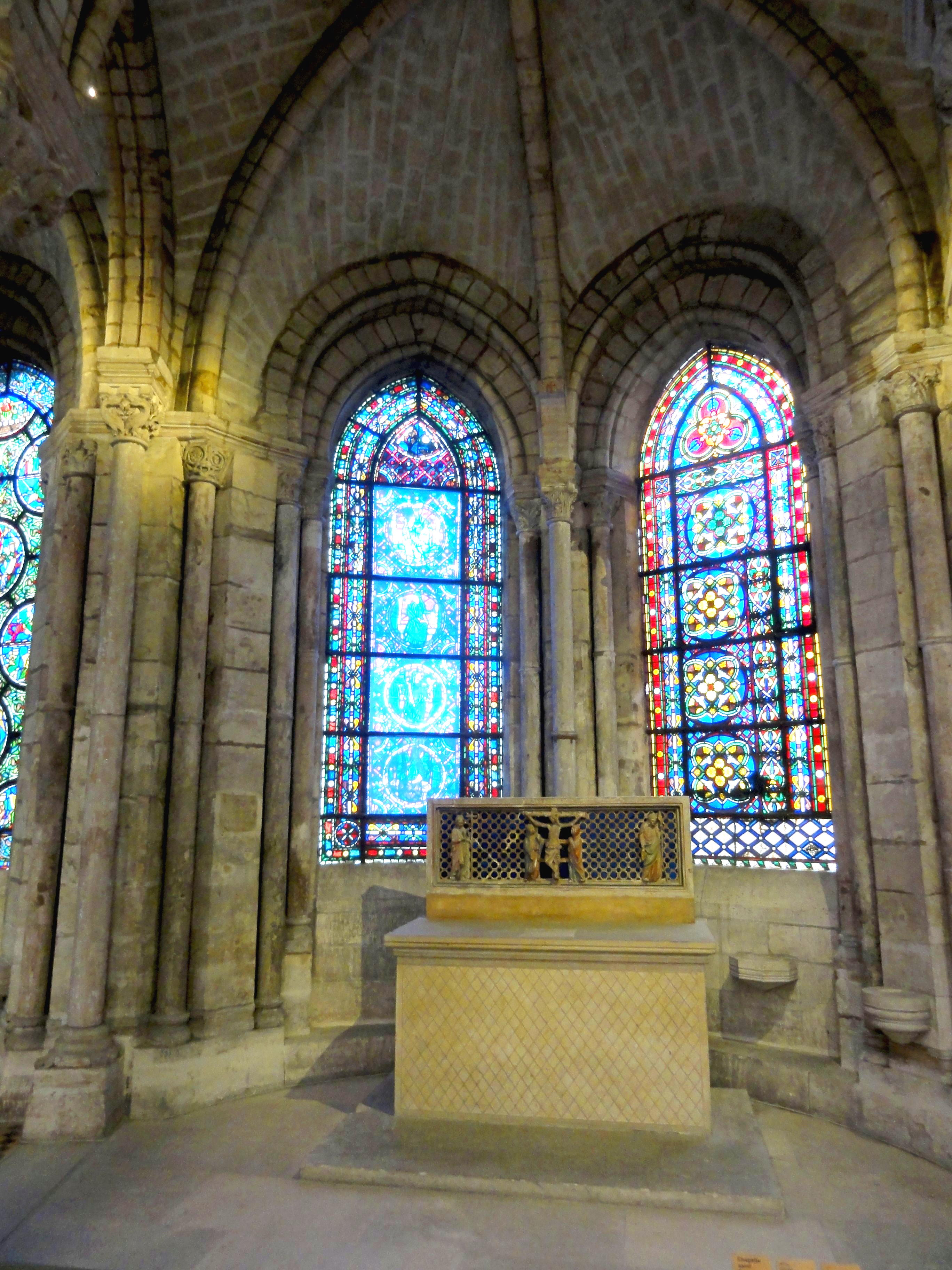
Vergleich: eine Kapelle des gotischen Chorumgangs von Saint-Denis, um 1140

## Glasfenster
Da von den ursprünglichen Bleiglasfenstern nur noch kleinste Reste vorhanden waren, wurden bei der Instandsetzung um 1900 neue historistische Fenster von der Glasmalereiwerkstätte Schneiders & Schmolz aus Köln geschaffen. Das Sechspass-Fenster gegenüber dem Eingang zeigt im zentralen Medaillon Maria mit dem toten Christus, die umlaufende Inschrift lautet: „ORA PRO NOBIS MATER DOLOROSISSIMA“. Die sechs äußeren kleineren Medaillons zeigen Szenen aus dem Leben Mariens, die zusammen mit dem inneren Medaillon die Sieben Schmerzen Mariens darstellen. Die fünf Fenster im Ostteil der Kapelle stellen in der Mitte den thronenden Christus dar, der rechts und links umrahmt wird von Maria, Johannes dem Täufer und den Heiligen Bernhard von Clairvaux und Engelbert.

## Orgel

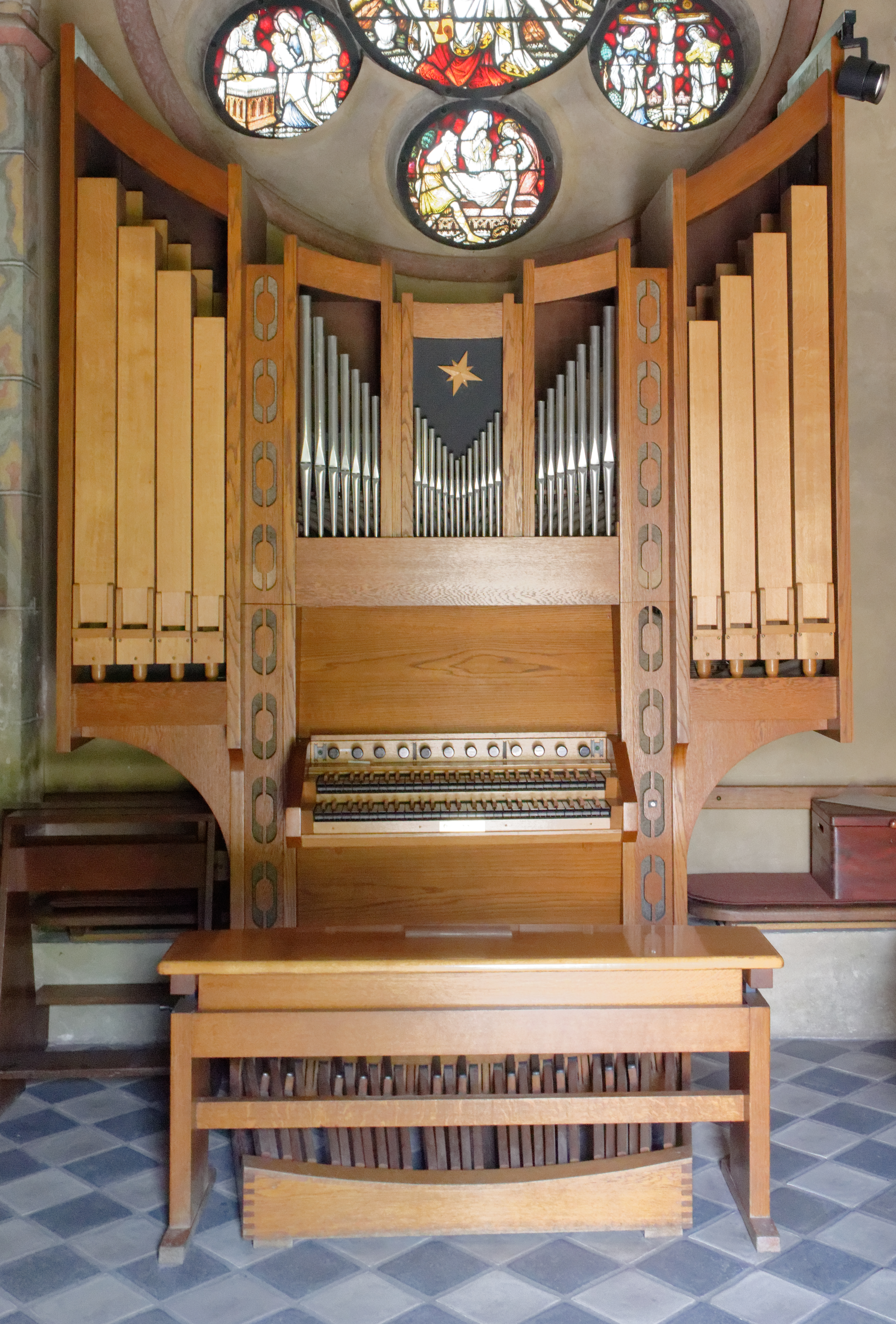
Orgel der Markuskapelle

Die Orgel wurde 1983 von Orgelbau Schulte aus Kürten erbaut. Sie verfügt über zwei Manuale und Pedal mit mechanischer Ton- und Registertraktur. Auf Grund einer speziellen Transmissions-Windladenkonstruktion können alle Register auf beiden Manualen und im Pedal unabhängig voneinander gespielt werden.
| Register |           |       |
| 1.       | Gedeckt   | 8′    |
| 2.       | Rohrflöte | 4′    |
| 3.       | Principal | 2′    |
| 4.       | Quinte    | 1 ⁄3′ |